# たからもの (高垣彩陽の曲)
「たからもの」は、高垣彩陽の3枚目のシングル。2011年4月6日にミュージックレインから発売された。

## 概要
表題曲「たからもの」は、スマートフォン配信ドラマ『春休みの恋人』の劇中歌として採用されている。通常盤と初回盤の2仕様で発売され、後者には「たからもの」のPVを収録したDVDが同梱されている。当初は3月30日の発売が予定されていたが、同年3月11日に発生した東日本大震災の影響で1週間延期された。3曲目には、ベット・ミドラーの「The Rose」がカバー曲として収録されている。

## 収録曲
1. たからもの [4:44]
作詞：mavie、作曲・編曲：末光篤
  - スマートフォン配信ドラマ『春休みの恋人』劇中歌
2. All around me [4:05]
作詞：渡邊亜希子、作曲・編曲：Ryosuke"Dr.R"Sakai
3. The Rose [3:35]
作詞・作曲：Amanda McBroom、編曲：齋藤真也

DVD（初回限定盤のみ）
1. たからもの Music Clip
2. たからもの TV Spot（15sec＋30sec）

## 収録作品

### アルバム
| 発売日         | アルバムタイトル | 備考                  |
| たからもの     | たからもの       | たからもの            |
| -------------- | ---------------- | --------------------- |
| 2013年4月17日  | relation         | 1stオリジナルアルバム |
| The Rose       |                  |                       |
| 2011年11月23日 | melodia          | 1stミニアルバム       |

### Blu-ray Disc / DVD
| 発売日        | BD/DVD タイトル                                                    | 備考                        |
| たからもの    | たからもの                                                         | たからもの                  |
| ------------- | ------------------------------------------------------------------ | --------------------------- |
| 2012年6月13日 | 高垣彩陽ファーストコンサートツアー「Memoria×Melodia」              | ソロ1作目のコンサートBD/DVD |
| All around me |                                                                    |                             |
| 2012年6月13日 | 高垣彩陽ファーストコンサートツアー「Memoria×Melodia」              | ソロ1作目のコンサートBD/DVD |
| The Rose      |                                                                    |                             |
| 2012年3月14日 | スフィア ライブ 2011 「Athletic Harmonies-デンジャラスステージ- 」 | スフィア3作目のライブBD/DVD |
| 2012年6月13日 | 高垣彩陽ファーストコンサートツアー「Memoria×Melodia」              | ソロ1作目のコンサートBD/DVD |